# Águas (Penamacor)
Águas is een plaats (freguesia) in de Portugese gemeente Penamacor en telt 330 inwoners (2001).